# Чигрин Микола Миколайович
Мико́ла Микола́йович Чигрин (1980—2024) — солдат збройних сил України, учасник російсько-української війни.

## Життєпис
Народився 26 квітня 1980 року в селі Бахмач Чернігівської області. 
На військову службу призваний 24 липня 2023 року, був командиром 2 саперно-інженерного відділення саперно-інженерного взводу військової частини А 4980.
Загинув 7 квітня 2024 року в Донецькій області.

## Нагороди
- Орден «За мужність» III ступеня[1].